# Jason Alexander
Pour les articles homonymes, voir Alexander.
Jason Alexander est un acteur, producteur et réalisateur américain, né le 23 septembre 1959 à Newark, dans le New Jersey (États-Unis).
Il commence sa carrière à Broadway, et il gagne le Tony Award en 1989. Il a notamment joué dans les films Carnage, Pretty Woman, Coneheads, L'Échelle de Jacob, Les Aventures de Rocky et Bullwinkle et L'Amour extra-large. Le public le connaît surtout pour son rôle dans la série télévisée Seinfeld, où il joue George Costanza de 1989 à 1998 et pour lequel il remporte quatre Screen Actors Guild Awards.

## Biographie

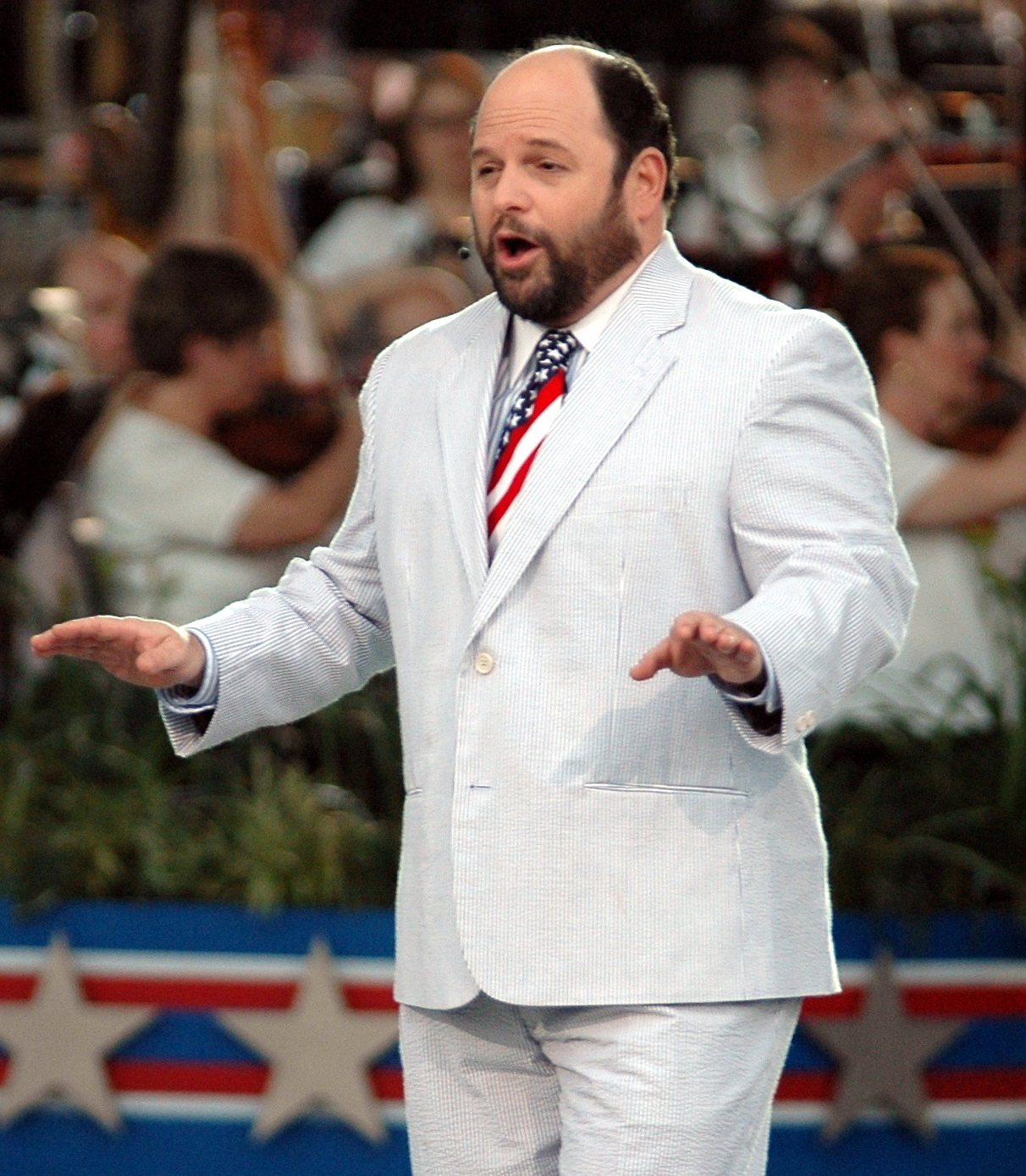
Jason Alexander lors d'une célébration de la fête de l'indépendance en face du Capitole des États-Unis en 2006.

Alexander est né à Newark, New Jersey, de Ruth Minnie (née Simon), infirmière et administratrice des soins de santé, et Alexander B. Greenspan, directeur comptable dont Jay a ensuite emprunté le prénom pour créer son nom de scène. Il a une demi-sœur, Karen Van Horne, et un demi-frère, Michael Greenspan. Jason Alexander a grandi à Livingston dans le New Jersey. Il est diplômé de Livingston High School en 1977. Il a fréquenté l'Université de Boston mais l'a quittée l'été précédant sa dernière année, après avoir trouvé du travail à New York. À l'Université de Boston, Alexander voulait poursuivre des études de théâtre classique, mais un professeur l'a redirigé vers la comédie après avoir remarqué son physique, en remarquant: "Je sais que votre cœur et votre âme sont Hamlet, mais vous ne jouerez jamais Hamlet." Il a reçu un diplôme honorifique en 1995. Il est marié à Daena E. Title depuis 1979, et ils ont deux enfants, Gabriel et Noah.

## Filmographie

### Comme acteur

#### Années 1980
- 1981 : Carnage (The Burning) de Tony Maylam : Dave
- 1981 : Senior Trip de Kenneth Johnson (téléfilm) : Pete
- 1985 : E/R (série télévisée) : Harold Stickley
- 1986 : Rockabye (TV) : Lt. Ernest Foy
- 1986 : Mosquito Coast (The Mosquito Coast) de Peter Weir : Hardware Clerk
- 1986 : Brighton Beach Memoirs de Gene Saks : Pool Player #1
- 1987 : Everything's Relative (série télévisée) : Julian Beeby
- 1988 : Favorite Son (feuilleton TV) : Chris Van Allen
- 1989 - 1998 : Seinfeld (série télévisée) : George Costanza

#### Années 1990
- 1990 : Pretty Woman de Garry Marshall : Philip Stuckey
- 1990 : La Fièvre d'aimer (White Palace) de Luis Mandoki : Neil
- 1990 : L'Échelle de Jacob (Jacob's Ladder) d'Adrian Lyne : Geary
- 1992 : I Don't Buy Kisses Anymore de Robert Marcarelli : Bernie Fishbine
- 1993 : Down on the Waterfront de Stacy Title : Howie Silver
- 1993 : Sexual Healing de Howard Cushnir : Frank
- 1993 : Une nounou d’enfer (saison 4, épisode 1 : L'amour  est aveugle) : Jack
- 1993 : For Goodness Sake de Jim Abrahams et David Zucker
- 1993 : Coneheads de Steve Barron : Larry Farber
- 1994 : Le Journal (The Paper) de Ron Howard : Marion Sandusky
- 1994 : Le Retour de Jafar (The Return of Jafar) (vidéo) : Abis Mal, the Chief of the Thieves (voix)
- 1994 : L'Irrésistible North (North) de Rob Reiner : North's Dad
- 1994 : Blankman de Mike Binder : M. Stone
- 1995 : L'Ultime Souper (The Last Supper) de Stacy Title : The Anti-Environmentalist
- 1995 : Bye Bye Birdie (TV) : Albert J. Peterson
- 1996 : Dunston : Panique au palace (Dunston Checks In) de Ken Kwapis : Robert Grant
- 1996 : Un cœur en balance (For Better or Worse) de lui-même : Michael Makeshift
- 1996 : Le Bossu de Notre-Dame (The Hunchback of Notre Dame) : Hugo (voix)
- 1997 : Love! Valour! Compassion! de Joe Mantello : Buzz Hauser
- 1997 : La Légende de Cendrillon (Cinderella) (TV) : Lionel
- 1997 : Sammy the Screenplay (vidéo) de Chris Hume : Dennis Bottworth, the Writer
- 1998 : All About Sex d'Adam Rifkin : Art Witz
- 1998 : Titey de David Wachtenheim : Titey
- 1999 : Jingle Bells (TV) : Elf (voix)
- 1999 : Madeline à Paris (Madeline : Lost in Paris) de Marija Miletic Dail : Madeline's Uncle Henri Horst (voix)
- 1999 : Love and Action in Chicago de Dwayne Johnson-Cochran (vidéo) : Frank Bonner
- 1999 : Just Looking de lui-même : Radio Announcer (voix)
- 1999 : Toy Story 2 : La mascotte de la grange à jouets d'Al (voix)
- 1999 : Ultimate Trek: Star Trek's Greatest Moments (TV) : Capt. Kirk
- 1999 : Star Trek : Voyager (TV) ("Les médiateurs" Saison 5 épisode 19")

#### Années 2000
- 2000 : Les Aventures de Rocky et Bullwinkle (The Adventures of Rocky & Bullwinkle) de Des McAnuff : Boris
- 2001 : Friends (saison 7, épisode 13 : Celui qui a vu mourir Rosita) (série télévisée) : Earl
- 2001 : La Trompette magique (The Trumpet of the Swan) : Father (voix)
- 2001 : On Edge : Zamboni Phil
- 2001 : Odessa or Bust de Brian Herskowitz : The Agent
- 2001 : L'Amour extra-large (Shallow Hal), des frères Farrelly : Mauricio Wilson
- 2001 : Larry et son nombril (Curb your enthusiasm) (TV) - Saison 2, Épisodes 1 & 2 : Lui-même
- 2002 : Le Bossu de Notre-Dame 2 (The Hunchback of Notre Dame II) (vidéo) : Hugo (voix)
- 2002 : Stage on Screen: The Women (TV) : Host
- 2002 : The Man Who Saved Christmas (TV) : A.C. Gilbert
- 2002 : La Treizième Dimension (TV) (épisode 2 : Une nuit de répit) : La Mort
- 2003 : Les 101 Dalmatiens 2 : Sur la trace des héros (vidéo) : Lightning (voix)
- 2003 : Malcolm (saison 4, épisode 19 : mise à nu) (série TV) : Leonard
- 2004 : The Fairly OddParents in: Channel Chasers (TV) : Nickelodeon Manager (voix)
- 2004 : A Christmas Carol d'Arthur Allan Seidelman (TV) : Jacob Marley / Marley's Ghost
- 2005 : Monk (saison 4, épisode 1) (série TV) : Marty Eels
- 2006 : Ira and Abby de Robert Cary Morris : Dr Morris Saperstein
- 2006 : Hood of Horror de Stacy Title : British Record Mogul
- 2006 : How to Go Out on a Date in Queens de Michelle Danner : Johnny
- 2007 : Farce of the Penguins (vidéo) : Penguin on Belly (voix)
- 2007 : Tout le monde déteste Chris (série TV): Proviseur Edwards
- 2008 : Old Christine (série TV) : Docteur Palmer
- 2008 : Esprits criminels (série TV) : Professeur Rothschild
- 2009 : Meteor (série TV) : Docteur Chetwyn
- 2009 : Hatchi de Lasse Hallström : Carl
- 2009 : Larry et son nombril (Curb your enthusiasm) (TV) - Saison 7 : Lui-même

#### Années 2010
- 2010 : Not Your Time de Jay Kamen (court métrage) : Sid Rosenthal
- 2011 : Mon oncle Charlie - Saison 9 Épisode 23
- 2012 : Mes parrains sont magiques, le film : Grandis Timmy : Cosmo (humain)
- 2012 : Stars in Shorts : Sid Rosenthal
- 2013 : Community - Saison 4 Épisode 9 : Stranger in the woods
- 2015 : Joker (Wild Card) de Simon West
- 2018 : Young Sheldon (série TV)
- 2019 : Mme Maisel, femme fabuleuse (série TV)
- depuis 2019 : Harley Quinn : Sy Borgman (voix)

#### Années 2020
- 2021 : Star Trek: Prodigy (série TV d'animation) : Noum (voix)
- 2024 : The Electric State d'Anthony et Joe Russo

### Comme producteur
- 1999 : The Whitey Show (TV)
- 1999 : Ultimate Trek: Star Trek's Greatest Moments (TV)
- 2003 : Cody Banks, agent secret (Agent Cody Banks) d'Harald Zwart
- 2004 : Cody Banks, agent secret 2 : Destination Londres (Agent Cody Banks 2: Destination London) de Kevin Allen

### Comme réalisateur
- 1996 : Un cœur en balance (For Better or Worse)
- 1999 : Just Looking

## Récompenses et distinctions

### Récompenses
- Tony Award 1989 : Meilleur acteur dans une comédie musicale pour Jerome Robbins' Broadway
- Screen Actors Guild Awards 1994 : Meilleure distribution - Comédie pour la série Seinfeld
- Screen Actors Guild Awards 1995 : Meilleur acteur Comédie pour la série Seinfeld
- Screen Actors Guild Awards 1996 : Meilleure distribution - Comédie pour la série Seinfeld
- Screen Actors Guild Awards 1997 : Meilleure distribution - Comédie pour la série Seinfeld

## Apparitions
- On peut le voir dans un clip du groupe de rock canadien Nickelback, Trying Not to Love You aux côtés de l'actrice Brooke Burns[1].
- On peut aussi le voir dans deux clips de Brad Paisley qui sont celebrity et online

## Voix françaises
En France
| - Philippe Ogouz (*1939 - 2019) dans : - Seinfeld (série télévisée) - Un cœur en balance - Une nounou d'enfer (série télévisée) - La Légende de Cendrillon (téléfilm) - Friends (série télévisée) - Meteor : Le Chemin de la destruction (mini-série) - Malcolm (série télévisée) - Tout le monde déteste Chris (série télévisée) - Daniel Lafourcade dans : - Love! Valour! Compassion! - Les Aventures de Rocky et Bullwinkle - Esprits criminels (série télévisée) - Hatchi - Mon oncle Charlie (série télévisée) - The Electric State - Gérard Darier dans (les séries télévisées) : - The Grinder - Young Sheldon - La Fabuleuse Madame Maisel - La Folle Histoire du monde 2 | - Michel Mella dans : - Le Bossu de Notre-Dame (voix) - L'Amour extra-large - Le Bossu de Notre-Dame 2 (voix) Et aussi - Philippe Peythieu dans Pretty Woman - Jean-François Aupied dans Seinfeld (série télévisée, voix de remplacement) - Jean-François Kopf dans Coneheads - Frédéric Darie dans Aladdin (voix) - Guy Chapellier dans Bye Bye Birdie - Renaud Marx dans Dunston : Panique au palace - Jean-Claude Sachot dans Hercule (voix) - Yann Pichon dans Dilbert (voix) - Jean-Claude Donda dans Les 101 Dalmatiens 2 (voix) - Olivier Granier dans Larry et son nombril (série télévisée) - Frédéric Renno dans Joker - Fabrice Josso dans Mes parrains sont magiques, le film : Grandis Timmy (téléfilm, voix) - Michel Hinderyckx dans Kody Kapow (voix) - Laurent Maurel dans Leo (voix) |